# Aurélie Czekalski
Aurélie Czekalski, née le 12 avril 1983 à Tournai, est une femme politique belge, membre du Mouvement réformateur. 
Elle est députée au Parlement de la région de Bruxelles-Capitale depuis 2019 et conseillère communale depuis décembre 2018 et de police depuis décembre 2019 à la commune d'Uccle.

## Biographie
Aurélie Czekalski, née le 12 avril 1983 à Tournai, est d'origine polonaise et possède la nationalité belge et française.
Elle est diplômée depuis juin 2005 d'une licence en Sciences politiques (relations internationales) à l'Université catholique de Louvain. Lors de ses études, elle a réalisé son mémoire sur la Pologne, trait d'union entre la Russie et l'Europe. Géopolitique et intérêt national polonais de la guerre froide à l'adhésion européenne.
Elle a également obtenu un diplôme de master en droit européen et international de la défense et de la sécurité en septembre 2006 à l'Université de Lille Nord – Faculté des Sciences juridiques, politiques et sociales.

### Carrière politique
De 2007 à 2008, elle a été attachée au Service Public Fédéral des Affaires étrangères dans la direction générale des Affaires Multilatérales, au sein du service Asile, migration, et lutte contre la traite des êtres humains.
Elle est devenue par la suite Porte-parole de différents Ministres au Gouvernement fédéral:
- 2008 à 2009 pour la ministre de la Politique de Migration et d'Asile, Annemie Turtelboom (Open VLD)
- 2009 à 2014 pour Olivier Chastel, secrétaire d'État aux Affaires européennes et ensuite ministre de la Coopération au Développement chargée des Affaires européennes, Ministre du Budget et de la Simplification Administrative (MR),
- 2014 à 2019 pour le Premier ministre de Belgique, Charles Michel (MR).

### Fonctions politiques
De 2015 à 2019, elle était également Présidente des Jeunes MR de la Région de Bruxelles-Capitale. Aurélie Czekalski a également été impliquée dans les autres structures Jeunes MR : porte-parole des Jeunes MR au niveau national, Vice-Présidente des Jeunes MR d'Uccle, etc.
Aurélie Czekalski a plusieurs fonctions politiques actuellement:
- Conseillère communale à Uccle depuis décembre 2018
- Députée pour le groupe MR[8],[9] (Mouvement réformateur) au Parlement Bruxellois depuis juin 2019[10]
- Conseillère de police à Uccle depuis décembre 2019
- Vice-Présidente de la Section MR d'Uccle, aux côtés de Boris Dilliès, Bourgmestre MR.

Fin 2023, elle dénonce les coûts et le manque d'accessibilité aux personnes à mobilité réduite de l'application Floya nouvellement mise en place.

### Vie privée
Aurélie Czekalski a grandi à Tournai, elle est la fille de Michèle Vanderwinkel, ancienne institutrice à l’École de la Rue du Nord, et d'André Czekalski, ancien conseiller chez Orange Telecom et également conseiller municipal pour les communes françaises Cucq-Trépied-Stella Plage.
Ses premiers engagements commencent en tant que représentante des étudiants de sciences politiques à l’Université catholique de Louvain. Après ses études universitaires à Louvain-la-Neuve et Lille, elle déménage à Bruxelles (quartier Madou) en 2007 où tout en s'impliquant dans la politique bruxelloise elle travaille au sein du SPF Affaires étrangères. Par la suite elle s'installe à Uccle, elle y est d'ailleurs élue conseillère communale aux élections communales de 2018 et a présidé le Service Ucclois de la Jeunesse (SUJ) entre 2013 et 2025.

### Résultats électoraux
| Année électorale                                    | Nombre de voix | Élection |
| --------------------------------------------------- | -------------- | -------- |
| Élections communales et provinciales belges de 2012 | 388            | Non-élue |
| Élections communales et provinciales belges de 2018 | 525            | Élue     |
| Élections communales et provinciales belges de 2024 | 822            | Élue     |

| Année électorale                    | Nombre de voix | Élection |
| ----------------------------------- | -------------- | -------- |
| Élections régionales belges de 2019 | 1647           | Élue     |
| Élections régionales belges de 2024 | 3145           | Élue     |